# Майнинг-отель
Майнинг-отель — специализированный тип хостинга в дата-центре, где размещается оборудование для майнинга (добычи) криптовалют. Данное оборудование, как правило представляет из себя ASIC-майнеры и/или GPU-фермы. Майнинг-отель может быть реализован как на базе мобильных дата-центров из морских контейнеров, так и в стационарных объектах.
Услуги майнинг-отеля обычно включают в себя:
- Аренду юнит-места для майнинг оборудования;
- Гарантированную поставку электропитания для оборудования;
- Надёжное интернет соединение;
- Систему охлаждения, которая также включает фильтрацию и контроль влажности воздуха;
- Техподдержку, мониторинг и администрирование оборудования со стороны инженеров техподдержки;
- Круглосуточную охрану и видеонаблюдение.

Помимо этого майнерам могут предоставляться услуги по ремонту и обслуживанию оборудования для майнинга, а также маршрутизирующее и серверное оборудование, дополнительные IP-адреса и другие услуги хостера.
Услуга майнинг-отеля платная, но воспользовавшись ей майнеры снимают с себя ряд задач, концентрируясь на основной деятельности — на майнинге. Более того, ЦОДы (центры обработки данных) имеют резервирование всех ключевых систем, согласно соответствующему уровню TIER и аналогичных регламентов, что заметно снижает риск аварий и гарантирует безаварийную работу. Риски снижаются также и в юридической плоскости, поскольку дата-центры в подавляющем большинстве работают легально, проходят регулярные фискальные и технические проверки.
Некоторые страны оказывают давление на майнеров, но в России майнинг, хоть и имеет ряд ограничений, но запрета на добычу, хранение и транзакции криптовалют нет.